# Le Chant d'une île
Pour plus de détails, voir Fiche technique et Distribution.
Le Chant d'une île est un film documentaire portugais réalisé par Joaquim Pinto et Nuno Leonel, sorti en 2015.

## Fiche technique
- Titre : Le Chant d'une île
- Titre original : Rabo de Peixe
- Réalisation : Joaquim Pinto et Nuno Leonel
- Photographie : Nuno Leonel et Joaquim Pinto
- Son : Nuno Leonel et Joaquim Pinto
- Montage : Nuno Leonel et Joaquim Pinto
- Production : Presente Edições de Autor Lda
- Pays d'origine : Portugal
- Genre : documentaire
- Durée : 103 minutes
- Date de sortie : France - 14 octobre 2015

## Distinctions[1]
- Prix des éditeurs au Cinéma du réel 2015
- Prix du jury - Prix UCC/UPCB - Mention spéciale du prix de la critique au Festival Filmer à tout prix 2015